# Critério do Dauphiné de 2016
A 68.ª edição da competição ciclista Critério do Dauphiné celebrou-se na França entre a 5 e a 12 de junho de 2016 sobre um percurso de 1147,4 quilómetros. Começando em Les Gets e finalizando na estação de esqui SuperDévoluy.
Fez parte do UCI WorldTour de 2016, sendo a decimosexta competição do calendário de máxima categoria mundial.
A corrida foi vencida pelo corredor britânico Chris Froome da equipa Team Sky, em segundo lugar Romain Bardet (AG2R La Mondiale) e em terceiro lugar Daniel Martin (Etixx-Quick Step).

## Equipas participantes
Tomaram parte na corrida 22 equipas: os 18 UCI ProTeam (ao ter assegurada e ser obrigatória sua participação), mais 4 equipas Profissionais Continentais convidados pela organização. A cada formação esteve integrada por 8 ciclistas, formando assim um pelotão de 176 corredores (o máximo permitido em corridas ciclistas).
| Equipa                     | Cód. UCI | Categoria                | Ciclista que mais destacou |
| -------------------------- | -------- | ------------------------ | -------------------------- |
| Team Sky                   | SKY      | UCI ProTeam              | Christopher Froome         |
| BMC Racing Team            | BMC      | UCI ProTeam              | Richie Porte               |
| Tinkoff                    | TNK      | UCI ProTeam              | Alberto Contador           |
| FDJ                        | FDJ      | UCI ProTeam              | Thibaut Pinot              |
| Etixx-Quick Step           | EQS      | UCI ProTeam              | Daniel Martin              |
| Astana Pro Team            | AST      | UCI ProTeam              | Fabio Aru                  |
| AG2R La Mondiale           | ALM      | UCI ProTeam              | Romain Bardet              |
| Orica GreenEDGE            | OGE      | UCI ProTeam              | Adam Yates                 |
| Team Katusha               | KAT      | UCI ProTeam              | Alexander Kristoff         |
| Lotto Soudal               | LTS      | UCI ProTeam              | Jens Debusschere           |
| Cofidis, Solutions Crédits | COF      | Profissional Continental | Nacer Bouhanni             |
| Dimension Data             | DDD      | UCI ProTeam              | Edvald Boasson Hagen       |
| Trek-Segafredo             | TFS      | UCI ProTeam              | Niccolò Bonifazio          |
| Movistar Team              | MOV      | UCI ProTeam              | Jesús Herrada              |
| Direct Énergie             | DÊEM     | Profissional Continental | Fabrice Jeandesboz         |
| Cannondale                 | CPT      | UCI ProTeam              | Pierre Rolland             |
| Team LottoNL-Jumbo         | TLJ      | UCI ProTeam              | George Bennett             |
| IAM Cycling                | IAM      | UCI ProTeam              | Stef Clement               |
| Wanty-Groupe Gobert        | WGG      | Profissional Continental | Enrico Gasparotto          |
| Bora-Argon 18              | BOA      | Profissional Continental | Sam Bennett                |
| Lampre-Merida              | LAM      | UCI ProTeam              | Louis Meintjes             |
| Team Giant-Alpecin         | TGA      | UCI ProTeam              | John Degenkolb             |

## Etapas
O Critério do Dauphiné dispôs de um prólogo e sete etapas para um percurso total de 1147,4 quilómetros.
| Etapa   | Data    | Percurso                                   | type            | Distância (km) | Vencedor             | Líder geral      |
| ------- | ------- | ------------------------------------------ | --------------- | -------------- | -------------------- | ---------------- |
| Prólogo | 5 jun.  | Les Gets – Les Gets                        | prólogo         | 3,9            | Alberto Contador     | Alberto Contador |
| 1       | 6 jun.  | Cluses – Saint-Vulbas                      | etapa escarpada | 186            | Nacer Bouhanni       | Alberto Contador |
| 2       | 7 jun.  | Crêches-sur-Saône – Chalmazel-Jeansagnière | média montanha  | 167,5          | Jesús Herrada        | Alberto Contador |
| 3       | 8 jun.  | Boën-sur-Lignon – Tournon-sur-Rhône        | etapa escarpada | 182            | Fabio Aru            | Alberto Contador |
| 4       | 9 jun.  | Tain-l'Hermitage – Belley                  | média montanha  | 176            | Edvald Boasson Hagen | Alberto Contador |
| 5       | 10 jun. | La Ravoire – Vaujany                       | alta montanha   | 140            | Chris Froome         | Chris Froome     |
| 6       | 11 jun. | La Rochette – Méribel                      | alta montanha   | 141            | Thibaut Pinot        | Chris Froome     |
| 7       | 12 jun. | Le Pont-de-Claix – SuperDévoluy            | alta montanha   | 151            | Steve Cummings       | Chris Froome     |

## Classificações finais
- As classificações finalizaram da seguinte forma:[6]

### Classificação geral
| Posição | Ciclista           | Equipa           | Tempo            |
| ------- | ------------------ | ---------------- | ---------------- |
|         | Christopher Froome | Sky              | 29 h 59 min 31 s |
| 2.º     | Romain Bardet      | AG2R La Mondiale | a 12 s           |
| 3.º     | Daniel Martin      | Etixx-Quick Step | a 19 s           |
| 4.º     | Richie Porte       | BMC Racing       | a 21 s           |
| 5.º     | Alberto Contador   | Tinkoff          | a 35 s           |
| 6.º     | Julian Alaphilippe | Etixx-Quick Step | a 51 s           |
| 7.º     | Adam Yates         | Orica GreenEDGE  | a 57 s           |
| 8.º     | Diego Rosa         | Astana           | a 1 min 13 s     |
| 9.º     | Louis Meintjes     | Lampre-Merida    | a 1 min 30 s     |
| 10.º    | Pierre Rolland     | Cannondale       | a 2 min 43 s     |

### Classificação da montanha
| Posição | Ciclista             | Equipa           | Pontos |
| ------- | -------------------- | ---------------- | ------ |
|         | Daniel Teklehaimanot | Dimension Data   | 44     |
| 2.º     | Tsgabu Grmay         | Lampre-Merida    | 39     |
| 3.º     | Thibaut Pinot        | FDJ              | 37     |
| 4.º     | Stephen Cummings     | Dimension Data   | 22     |
| 5.º     | Romain Bardet        | AG2R La Mondiale | 22     |

### Classificação por pontos
| Posição | Ciclista             | Equipa           | Pontos |
| ------- | -------------------- | ---------------- | ------ |
|         | Edvald Boasson Hagen | Dimension Data   | 59     |
| 2.º     | Julian Alaphilippe   | Etixx-Quick Step | 54     |
| 3.º     | Sam Bennett          | Bora-Argon 18    | 42     |
| 4.º     | Daniel Martin        | Etixx-Quick Step | 38     |
| 5.º     | Christopher Froome   | Sky              | 37     |

### Classificação dos jovens
| Posição | Ciclista           | Equipa           | Pontos           |
| ------- | ------------------ | ---------------- | ---------------- |
|         | Julian Alaphilippe | Etixx-Quick Step | 30 h 00 min 22 s |
| 2.º     | Adam Yates         | Orica GreenEDGE  | a 6 s            |
| 3.º     | Louis Meintjes     | Lampre-Merida    | a 39 s           |
| 4.º     | Emanuel Buchmann   | Bora-Argon 18    | a 7 min 22 s     |
| 5.º     | Dayer Quintana     | Movistar         | a 19 min 37 s    |

### Classificação por equipas
| Posição | Equipa           | Tempo            |
| ------- | ---------------- | ---------------- |
|         | Team Sky         | 90 h 04 min 20 s |
| 2.º     | BMC Racing Team  | a 13 min 47 s    |
| 3.º     | AG2R La Mondiale | a 14 min 06 s    |
| 4.º     | Etixx-Quick Step | a 15 min 36 s    |
| 5.º     | Tinkoff          | a 20 min 38 s    |

## Evolução das classificações
| Etapa (Vencedor)                 | Classificação geral | Classificação da montanha | Classificação por pontos | Classificação dos jovens | Classificação por equipas |
| -------------------------------- | ------------------- | ------------------------- | ------------------------ | ------------------------ | ------------------------- |
| Prólogo (Alberto Contador)       | Alberto Contador    | Alberto Contador          | Alberto Contador         | Julian Alaphilippe       | Sky                       |
| 1.ª etapa (Nacer Bouhanni)       | Alberto Contador    | Alberto Contador          | Nacer Bouhanni           | Julian Alaphilippe       | Sky                       |
| 2.ª etapa (Jesús Herrada)        | Alberto Contador    | Alberto Contador          | Nacer Bouhanni           | Julian Alaphilippe       | Sky                       |
| 3.ª etapa (Fabio Aru)            | Alberto Contador    | Alberto Contador          | Nacer Bouhanni           | Julian Alaphilippe       | Sky                       |
| 4.ª etapa (Edvald Boasson Hagen) | Alberto Contador    | Alberto Contador          | Edvald Boasson Hagen     | Julian Alaphilippe       | Sky                       |
| 5.ª etapa (Christopher Froome)   | Christopher Froome  | Daniel Teklehaimanot      | Edvald Boasson Hagen     | Julian Alaphilippe       | Sky                       |
| 6.ª etapa (Thibaut Pinot)        | Christopher Froome  | Daniel Teklehaimanot      | Edvald Boasson Hagen     | Julian Alaphilippe       | Sky                       |
| 7.ª etapa (Stephen Cummings)     | Christopher Froome  | Daniel Teklehaimanot      | Edvald Boasson Hagen     | Julian Alaphilippe       | Sky                       |
| Final                            | Christopher Froome  | Daniel Teklehaimanot      | Edvald Boasson Hagen     | Julian Alaphilippe       | Sky                       |

## UCI World Tour
O Critério do Dauphiné outorga pontos para o UCI WorldTour de 2016 para corredores de equipas nas categorias UCI ProTeam, Profissional Continental e Equipas Continentais. A seguinte tabela corresponde ao barómetro de pontuação:
| Posição             | 1.ª | 2.ª | 3.ª | 4.ª | 5.ª | 6.ª | 7.ª | 8.ª | 9.ª | 10.ª |
| Classificação geral | 100 | 80  | 70  | 60  | 50  | 40  | 30  | 20  | 10  | 4    |
| Por etapa           | 6   | 4   | 2   | 1   | 1   |     |     |     |     |      |

| Classificação | Classificação      | Classificação    | Classificação | Classificação | Classificação |
| Posição       | Ciclista           | Equipa           | Geral         | Etapa         | Total         |
| ------------- | ------------------ | ---------------- | ------------- | ------------- | ------------- |
| 1.º           | Christopher Froome | Team Sky         | 100           | 9             | 109           |
| 2.º           | Romain Bardet      | AG2R La Mondiale | 80            | 6             | 86            |
| 3.º           | Daniel Martin      | Etixx-Quick Step | 70            | 8             | 78            |
| 4.º           | Richie Porte       | BMC Racing Team  | 60            | 8             | 68            |
| 5.º           | Alberto Contador   | Tinkoff          | 50            | 7             | 57            |
| 6.º           | Julian Alaphilippe | Etixx-Quick Step | 40            | 6             | 46            |
| 7.º           | Adam Yates         | Orica GreenEDGE  | 30            | 3             | 33            |
| 8.º           | Diego Rosa         | Astana Pro Team  | 20            | -             | 20            |
| 9.º           | Louis Meintjes     | Lampre-Merida    | 10            | 1             | 11            |
| 10.º          | Pierre Rolland     | Cannondale       | 4             | -             | 4             |

Alem disso, também outorgou pontos para o UCI World Ranking (classificação global de todas as corridas internacionais).
| Posição             | 1.º | 2.º | 3.º | 4.º | 5.º | 6.º | 7.º | 8.º | 9.º | 10.º |
| Classificação geral | 500 | 400 | 325 | 275 | 225 | 175 | 150 | 125 | 100 | 85   |
| Por etapa           | 60  | 25  | 10  |     |     |     |     |     |     |      |
| Líder               | 10  |     |     |     |     |     |     |     |     |      |

| Classificação | Classificação      | Classificação    | Classificação | Classificação | Classificação | Classificação |
| Posição       | Ciclista           | Equipa           | Geral         | Etapa         | Líder         | Total         |
| ------------- | ------------------ | ---------------- | ------------- | ------------- | ------------- | ------------- |
| 1.º           | Christopher Froome | Team Sky         | 500           | 70            | 30            | 600           |
| 2.º           | Romain Bardet      | AG2R La Mondiale | 400           | 35            | -             | 435           |
| 3.º           | Daniel Martin      | Etixx-Quick Step | 325           | 35            | -             | 360           |
| 4.º           | Alberto Contador   | Tinkoff          | 225           | 60            | 50            | 335           |
| 5.º           | Richie Porte       | BMC Racing Team  | 275           | 50            | -             | 325           |
| 6.º           | Julian Alaphilippe | Etixx-Quick Step | 175           | 25            | -             | 200           |
| 7.º           | Adam Yates         | Orica GreenEDGE  | 150           | 10            | -             | 160           |
| 8.º           | Diego Rosa         | Astana Pro Team  | 125           | -             | -             | 125           |
| 9.º           | Louis Meintjes     | Lampre-Merida    | 100           | -             | -             | 100           |
| 10.º          | Pierre Rolland     | Cannondale       | 85            | -             | -             | 85            |